# Anna Worowska
Anna Worowska (ur. w Białymstoku) – polska artystka fotograf, biolog, dr nauk przyrodniczych. Członkini i Artystka Fotoklubu Rzeczypospolitej Polskiej Stowarzyszenia Twórców (AFRP). Członkini Zarządu Okręgu Północno-Wschodniego Związku Polskich Artystów Fotografików.

## Życiorys
Anna Worowska pracuje w białostockim Uniwersytecie Medycznym, związana z podlaskim środowiskiem fotograficznym – mieszka i fotografuje w Białymstoku. Szczególne miejsce w jej twórczości zajmuje fotografia architektury, fotografia dokumentalna, fotografia krajobrazowa, krajoznawcza oraz fotografia przyrodnicza. Jest autorką i współautorką zdjęć do licznych publikacji albumowych i książkowych. Współpracuje z wieloma czasopismami kulturalnymi, medycznymi i przyrodniczymi. Jej fotografie były publikowane (m.in.) w czasopismach: Cukrzyca a zdrowie, Echo życia, Foto, Jaćwież, Medyk Białostocki, Parki Narodowe, W krainie żubra.  
Anna Worowska jest autorką i współautorką wielu wystaw fotograficznych; indywidualnych i zbiorowych oraz poplenerowych. Jej fotografie były prezentowane na wielu wystawach pokonkursowych, na których otrzymywały wiele akceptacji, nagród, wyróżnień, dyplomów i listów gratulacyjnych. Jako gość zaproszony uczestniczy w licznych spotkaniach, pogadankach, warsztatach i prezentacjach fotograficznych. Jest członkiem rzeczywistym Związku Polskich Artystów Fotografików (legitymacja nr 1059) oraz pełni funkcję sekretarza w Zarządzie Okręgu Północno-Wschodniego ZPAF (kadencja na lata 2017–2020).  
W 2010 roku została przyjęta w poczet członków rzeczywistych Fotoklubu Rzeczypospolitej Polskiej Stowarzyszenia Twórców (legitymacja nr 290). Prace Anny Worowskiej zaprezentowano w Almanachu (1995–2017), wydanym przez Fotoklub Rzeczypospolitej Polskiej Stowarzyszenie Twórców. W 2018 roku została uhonorowana Medalem „Za Zasługi dla Fotografii Polskiej” – odznaczeniem przyznawanym przez Kapitułę Fotoklubu Rzeczypospolitej Polskiej Stowarzyszenia Twórców – w 100. rocznicę odzyskania przez Polskę niepodległości. 

## Odznaczenia
- Medal „Za Zasługi dla Fotografii Polskiej” (2018)[19]

## Wystawy indywidualne
- Rytmy
- Bliskie krajobrazy
- Podlaskie...
- Krajobraz i przyroda Podlasia
- Pośród łąk
- Rytm drzew
- Brzoza
- Narew

Źródło

## Wystawy zbiorowe
- Sacrum w krajobrazie polskim
- Zima – czas na podlaskie
- Światłoczuli
- Wołkow w obiektywie przyjaciół
- Tatry i Podhale Jana Kasprowicza
- Zaginione niebo
- Fotograficy A. D. 2013
- Przestrzeń wyobraźni
- Fotografia ojczysta
- Pejzaż Polski
- Zabytki
- Przestrzeń życia
- Witajcie kochane góry
- Postać ludzka w pejzażu
- Krzyże i kapliczki przydrożne
- Morze w krajobrazie Pomorza
- Śladami Leona Wyczółkowskiego
- Parki Narodowe

Źródło

## Publikacje autorskie  (albumy)
- Podlaskie krainy (2014)[21]
- Ziemia zabłudowska (2014)
- Rytm drzew (2014)
- Sen drewna i jawa życia (2010)
- Brzoza (2008)[11]
- Drzewo życia (1998)

Źródło